# Adolph von Staff genannt von Reitzenstein

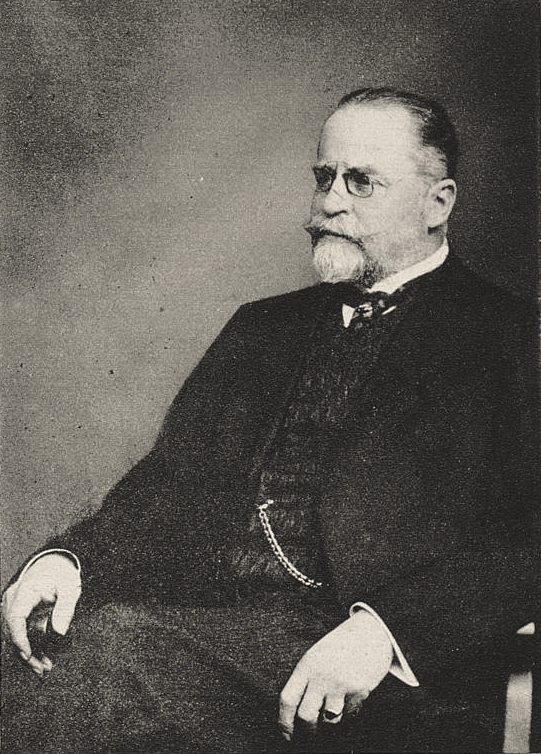
Oberlandesgerichtspräsident Dr. von Staff, Marienwerder, der neue Präsident des Oberlandesgerichts Düsseldorf, in „Rhein und Düssel“ vom 16. September 1916

Adolph von Staff genannt von Reitzenstein (* 1. Oktober 1854 in Liegnitz, Provinz Schlesien; † 2. August 1936) war Präsident der Oberlandesgerichte Marienwerder und Düsseldorf und des Kammergerichts in Berlin.

## Leben
Er wurde promoviert. 1880 ernannte man ihn zum Gerichtsassessor. 1883 kam er als Staatsanwalt nach Görlitz. 1891 wurde er zur Staatsanwaltschaft beim Oberlandesgericht Breslau versetzt. Zum Oberlandesgerichtsrat am Oberlandesgericht Posen wurde er 1896 ernannt und kam 1898 nach Breslau an das Oberlandesgericht. Adolph von Staff gen. von Reitzenstein wurde im August 1896 von Kaiser Wilhelm II zum Ehrenritter des Johanniter-Ordens ernannt. 1903 wurde er zum Präsidenten des Landgerichts Breslau befördert. In Breslau richtete er ein Jugendgericht ein. Er war seit 1910 Mitglied der Ständigen Deputation des Deutschen Juristentags und Herausgeber der Deutschen Strafrechts-Zeitung (DStRZ). 1911 wurde er Präsident des Oberlandesgerichts Marienwerder. Er war wahrscheinlich Mitglied in der Reichsdeutschen Waffenbrüderlichen Vereinigung. Am 1. Oktober 1916 wurde er Präsident des Oberlandesgerichts Düsseldorf. Probleme waren die Revolution 1918 und der Ruhraufstand 1920 und die belgischen Besatzungsmacht. Nach der Bestallung im Januar 1921 zum Kammergerichtspräsidenten besetzten am 8. März die Franzosen Düsseldorf. Am 1. April 1921 kam er als Präsident an das Kammergericht in Berlin. Er musste aber bereits am 1. Oktober 1922 in den Ruhestand treten, da er wie sein Vorgänger Wilhelm Heinroth die neu eingeführte Altersgrenze von 68 Lebensjahren erreicht hatte.

## Familie
Er war mit Anna Maria Elisabeth, geb. Mathesius verheiratet. Sein Sohn Hans von Staff genannt von Reitzenstein war ein anerkannter Geologe.